# São Sebastião (Rio Maior)
São Sebastião é uma freguesia portuguesa do município de Rio Maior, com 15,48 km² de área e 462 habitantes (censo de 2021). A sua densidade populacional é 29,8 hab./km².
Foi criada em 16 de maio de 1984 (lei nº 69/84, de 31 de Dezembro) sendo desanexada da freguesia de Fráguas. São Sebastião integrou o concelho de Rio Maior ainda dentro da freguesia de Fráguas em 1855, tendo anteriormente pertencido ao extinto concelho de Alcanede.
São Sebastião situa-se a nordeste de Rio Maior, a cerca de 9 km, na direcção de Alcanena – Alcanede. Ela confina com as freguesias de: Fráguas a Este, Alcobertas a Norte, Rio Maior a Oeste, Outeiro da Cortiçada e Arruda dos Pisões a Sul. A Freguesia é enquadrada pela Ribeira de Póvoas a Este e pelo Rio do Penegral a Oeste.
É composta por 6 principais lugares: Cabeço do Marco, Casal Dourado, Estanganhola, Lavradio, Repolho e Vale da Fonte.
A denominação actual desta povoação é bastante recente, substituindo a antiga designação de “Cabos” (que ainda hoje é utilizado pela Rodoviária do Tejo e pelas pessoas nas aldeias vizinhas para se referir à aldeia). A origem do nome Cabos deriva do facto de que o lugar pertencia ao concelho de Alcanede, sendo a última povoação na direcção de Rio Maior. Sendo assim o lugar ficava no "cabo" do concelho de Alcanede. Anteriormente ter-se-á chamado São Sebastião do Cabo.

## Demografia
A população registada nos censos foi:
| Distribuição da População por Grupos Etários | Distribuição da População por Grupos Etários | Distribuição da População por Grupos Etários | Distribuição da População por Grupos Etários | Distribuição da População por Grupos Etários |
| -------------------------------------------- | -------------------------------------------- | -------------------------------------------- | -------------------------------------------- | -------------------------------------------- |
| Ano                                          | 0-14 Anos                                    | 15-24 Anos                                   | 25-64 Anos                                   | > 65 Anos                                    |
| 2001                                         | 74                                           | 52                                           | 308                                          | 130                                          |
| 2011                                         | 76                                           | 54                                           | 244                                          | 149                                          |
| 2021                                         | 40                                           | 49                                           | 228                                          | 145                                          |

## Festas
- 20 de janeiro: festa em honra de São Sebastião
- Maio Mês da Música
- 1.° fim de semana de julho: festa de Verão em honra de São Sebastião
- Aniversário da Banda Filarmónica (novembro)

## Presidentes da Junta de Freguesia
- 1989 a 1993: Avelino dos Santos
- 1993 a 2005: José Carvalho Bernardino
- 2005 a 2009: Dina Isabel Pinheiro Bernardino
- 2009 a 2021: Albertino Pinto Lopes

## Actividades económicas
Agricultura, exploração florestal, pecuária e indústria de mármores.
É uma freguesia, em que tal como em outros casos, a agricultura é predominante, nomeadamente a olivicultura. Do mesmo modo, a pecuária tem um papel importante na economia local.

## Património cultural e edificado
- Igreja de São Sebastião
- Bica dos Namorados
- Fonte da Estanganhola
- Fonte do Descanso
- Corete
- Moinhos e azenha
- Poço Pedro

## Gastronomia
- Biscoitos Artesanais
- Bolos de Noiva
- Galucho à São Sebastião
- Parrameiros

## Artesanato
Mantas de trapos

## Colectividades
- Assoc. Cultural e Recreativa de São Sebastião
- Sociedade Filarmónica C. D. R. de São Sebastião
- Associação de Caçadores de São Sebastião
- Associação de Dadores de Sangue de São Sebastião

## Códigos Postais
- Carvalhais: 2040-491
- Estanganhola: 2040-492
- Repolho: 2040-493
- São Sebastião: 2040-494
- Vale da Fonte: 2040-495